# Lucinda Riley
Lucinda Kate Riley (nascida Edmonds; 16 fevereiro de 1965 – 11 junho de 2021) foi uma escritora da Irlanda do Norte, popular pelos seus livros de ficção histórica, tendo sido também atriz e bailarina.

## Biografia
Lucinda Edmonds nasceu em Lisburn e viveu os primeiros cinco anos da sua vida na aldeia de Drumbeg, perto de Belfast, antes de se mudar para Inglaterra. Aos 14 anos, inscreveu-se na academia Italia Conti Academy of Theatre Arts em Londres para estudar teatro e ballet. Aos 16 anos, conseguiu o seu primeiro grande trabalho na televisão, na adapração de The Story of the Treasure Seekers, na BBC, seguido, pouco depois, de um papel secundário em Auf Wiedersehen Pet. Continuou a trabalhar como atriz durante sete anos.
A sua carreira como atriz foi interrompida por causa de uma longa luta contra a mononucleose. Dedicou-se então à escrita, e o seu primeiro livro, Lovers and Players, foi publicado em 1992.
De 1988 a 1998, foi casada com o ator Owen Whittaker, com quem teve dois filhos, Harry e Bella. De 2000 até à sua morte, em 2021, foi casada com Stephen Riley, com quem também teve dois filhos, Leonora e Kit. Derivado do seu segundo casamento, Lucinda tinha três enteados, Olivia, William e Max. Fez uma pequena pausa na carreira literária, tendo voltado em 2010; os seus livros passaram a ser publicados com o seu novo nome de casada, Riley.
Em 2014, Riley publicou Seven Sisters, em Portugal, As Sete Irmãs, o primeiro volume de uma coleção com o mesmo nome. Esta nova coleção tornou-a num autora bestseller, principalmente na Europa. Os seus livros foram traduzidos em diversas línguas, e venderam um total de mais de 30 milhões de cópias. Em 2016, a produtora Raffaella De Laurentiis comprou os direitos televisivos para produzir uma série. Em Portugal, os livros da série As Sete Irmãs começaram a ser traduzidos em 2017 pela editora IN. Apenas foram traduzidos os três primeiros livros, tendo o terceiro sido dividido em dois volumes. Em 2023, a Editorial Presença voltou a traduzir o primeiro livro.
Em 2019, Riley revelou ao jornal noruegês Verdens Gang que tinha cancro esofágico. Riley continuou a trabalhar, tendo escrito cinco livros durante os quatro anos da sua doença, mas não conseguiu acabar o oitavo livro, o último da série, antes da sua morte, a 11 de junho de 2021. Depois da sua morte, o seu filho Harry Whittaker completou o último livro, Atlas: The Story of Pa Salt, que foi publicado postumamente em maio de 2023.
Em maio de 2022, a sua enteada Olivia Riley, que era assistente pessoal e editora executiva na Lucinda Riley Ltd, morreu depois de ter sido atropelada por um carro, enquanto passeava os seus cães em Londres.

## Filmografia
- The Story of the Treasure Seekers (1982)
- Auf Wiedersehen Pet (1983)
- Jumping the Queue (1989)

### ColeçãoAs Sete Irmãs
- The Seven Sisters (2014)
  - As Sete Irmãs - A História de Maia, em Portugal, IN, 2017
  - As Sete Irmãs - A História de Maia, em Portugal, Editorial Presença, 2023
- The Storm Sister (2015)
  - As Sete Irmãs - A Irmã da Tempestade, em Portugal, IN, 2017
  - As Sete Irmãs - A Irmã da Tempestade, em Portugal, Editorial Presença, 2024
- The Shadow Sister (2016)
  - As Sete Irmãs - A Irmã da Sombra, Volumes I e II, IN, 2019
  - As Sete Irmãs - A Irmã da Sombra, em Portugal, Editorial Presença, 2024
- The Pearl Sister (2017)
  - As Sete Irmãs - A Irmã da Pérola, em Portugal, Editorial Presença, 2024
- The Moon Sister (2018)
- The Sun Sister (2019)
- The Missing Sister (2021)
- Atlas: The Story of Pa Salt (2023) (acabado postumamente por Harry Whitaker)